# アイザック・フレンケル・フレネル
アイザック・フレンケル（Yitzhak Frenkel、1899年から1981年）は、「イツハク・フレンケル」または「アレクサンドル・フレネル」としても知られるイスラエルの画家および彫刻家であり、イスラエルにおける現代美術の父と考えられている。有名なパリの学派の最も重要なユダヤ人芸術家の一人であり、イスラエルにおけるその主な実践者である。
彼は1981年にテルアビブで亡くなり、アダムに埋葬された。彼は生涯を通してポルトガル、南アフリカ、フランス、イスラエル（特にテルアビブとツフェド）に住み、働いた。

## 生涯
イツハク・フレンケルは1899年、当時ロシア帝国の一部だったオデッサで生まれた。彼はベルディチェフの有名なラビ、レヴィ・イツハクの曾孫だった。若い頃、彼はイェシーバで学び、そこでチャイム・グリックスバーグと出会った。子供の頃、彼は出版社「モリア」のすぐ隣に住んでいた。ユダヤ世界の偉大な知識人であるビアリクとラウニツキー1917年、彼はオデッサの美術アカデミーで影響力のある構成主義者、立体主義者、未来派の教師であり画家でもあるアレクサンドラ・エクスターのもとで学んだ。
フレンケルは1919年に英国委任統治領パレスチナに移住し、有名な船「ロスラン号」に乗った「第三のアリヤ」開拓者の第一波の一員となったが、この船は歴史の後半では「メイフラワー号」と同等とみなされていた。それは、将来のイスラエル国家の文化生活における無数の問題における創設者の重要な存在である（もちろん、フレンケルもその中にある）。